# Adolfo Gregoretti
Pour les articles homonymes, voir Gregoretti.
Adolfo Gregoretti, né le 25 février 1915 à Carrare et mort le 24 mars 1943 en Mer Méditerranée, est un matelot et militaire italien.

## Biographie
Né à Carrare (Massa Carrara) le 25 février 1915, il est le fils de Giuseppe et Lea Lazzoni. À partir de 1932, il entre comme élève à l'Accademia Navale di Livorno, dont il sort en janvier 1936 avec le grade de garde-marine. En 1937, il est promu lieutenant, et après une longue période d'embarquement, d'abord sur croiseur puis sur torpilleur de surface, il suit à Livourne le cours de directeur de tir. Il sert sur le croiseur lourd Fiume, puis sur le croiseur léger Giussano.